# Силиква
Силиква е сребърна монета, сечена в епохата на късната Римска империя. Въведена от император Константин I. Равнява се на 1/24 от златния солид. Първите серии са с тегло от 3,4 грама, но при Констанций II теглото спада на 2,2 грама.